# Панаевский театр
Панаевский театр — зимний театр, основанный Валерианом Панаевым в 1887 году в Санкт-Петербурге на Адмиралтейской набережной. Уничтожен пожаром 22 сентября [5 октября] 1917 года.

## История
Участок по соседству с Адмиралтейством был приобретен Панаевым в 1874 году, но лишь к 1887 году под руководством архитектора А. И. Ковшерова удалось возвести пятиэтажный доходный дом с рестораном и театральным залом, оборудованным четырьмя ярусами лож. В процессе затянувшегося строительства Панаев разорился и здание театра почти сразу перешло в другие руки, сохранив в обиходе имя первоначального владельца.
В фасадах здания использовались древнерусские и романские мотивы: угловые ризалиты завершали четырёхскатные кровли, которые напоминали покрытия срубов. Здание было массивным, нарушало линию застройки набережной. Доминирующим декором были кокошники, их дополняли арочки, колонки и орнаменты. Зрительный зал напоминал «глубокий и узкий колодец», но акустика в нём была хорошей.
В сентябре 1904 году в здание Панаевского театра въехало созданное в 1891 году «Собрание экономистов». По замыслу его основателей, научное общество, где обсуждались бы экономические и финансовые вопросы, должно было финансироваться за счет доходов от клубной деятельности. Среди членов клуба были литераторы П. Д. Боборыкин, В. И. Немирович-Данченко, И. Ф. Василевский, композитор А. К. Глазунов (он даже дирижировал своими сочинениями на обеде по случаю юбилея «Собрания» в 1901 г.), издатели И. Е. Ефрон и А. Ф. Цинзерлинг, а также чиновники различных ведомств. В клуб не допускались дамы и не устраивались какие-либо развлечения, за исключением юбилейных обедов, сопровождавшихся концертами. В нём можно было только читать или играть в карты, бильярд или шахматы. Экономическая библиотека «Собрания» насчитывала до 4 000 томов, имелась также читальня с большим количеством русских и иностранных периодических изданий. Такое общество экономистов, не чуравшееся литературных деятелей, вполне мирно соседствовало с театром.
В 1908 году в помещении Панаевского театра открылась Первая русская театральная выставка, на которой впервые экспонировались материалы, составившие впоследствии основу фондов Театрального музея. В 1913—1914 годах К. Н. Незлобин и А. К. Рейнеке открыли в этом здании Русский драматический театр. Последний владелец здания — вдова антрепренёра П. В. Тумпакова, чей театр «Зимний Буфф» давал первые в России оперетты.
В первые же дни Первой мировой войны здание Панаевского театра было реквизировано военным ведомством под главную военно-полевую почтовую контору: «Зрительный зал был занят рассылочным отделением, а в разгороженных ложах размещались на ночлег солдаты почтовой команды. Расположились там, „как будто на даче“, и служащие почтового ведомства». Чтобы сэкономить на гостинице, в ложах, обтянутых рогожей, жили до наступления зимы целые чиновничьи семьи.
В ночь на 22 сентября [5 октября] 1917 года театр сгорел. Погорельцы разбрелись по соседним домам; часть приняло Адмиралтейство. Александр Керенский распорядился разместить 60 пострадавших в Зимнем дворце. Разборка стен была закончена в октябре 1925 года.
В 1958 году в глубине участка построили среднюю школу № 225, а на месте основного объёма Панаевского театра разбили сквер.

## Репертуар
Собственной труппы у театра не было, помещение для выступлений арендовали частные труппы. На сцене Панаевского театра давались драматические и оперные спектакли, концерты, выступали фокусники, циркачи.
В 1892 году помещение арендовала труппа Зазулина, поставившая там несколько спектаклей, среди которых опера «Паяцы» Р. Леонковалло, которую русская публика впервые услышала в Панаевском театре. Здесь состоялись русские премьеры «Друга Фрица» Эркмана-Шатриана, двухактной оперы Юферова «Иоланда», «Кроатки» О. И. Дютша, «Гензеля и Гретель» Э. Гумпердинка (02.01.1896), пьесы Сергея Найденова «Дети Ванюшина» (25.12.1901) и другие.

Среди известных исполнителей, выступавших в Панаевском театре, были Фёдор Шаляпин, Н. И. Забела-Врубель, итальянский певец А. Мазини, русские драматические артисты А. А. Нильский, Н. Ф. Монахов, Е. М. Грановская, певец Ю. С. Морфесси и другие. 

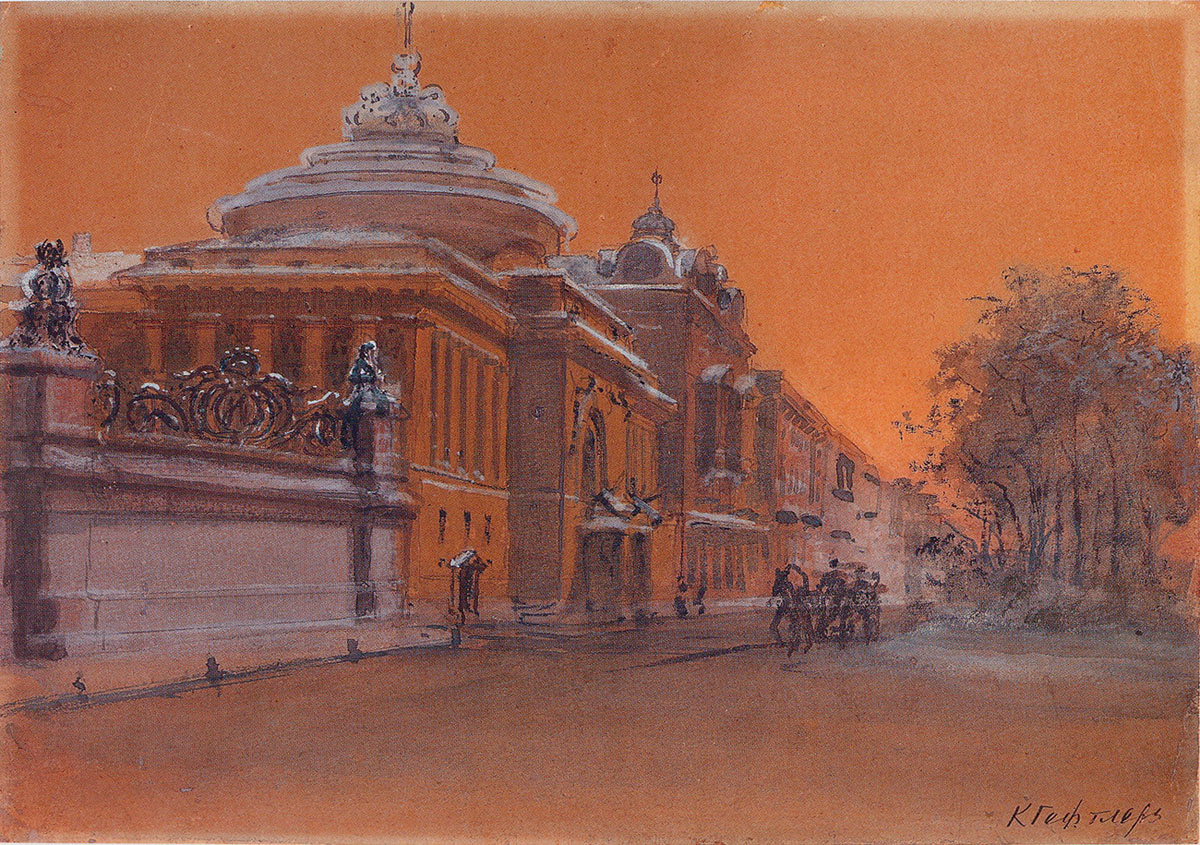
Флигель Адмиралтейства и Панаевский театр на зарисовке Карла Гефтлера

## Оценки современников
Искусствовед Георгий Лукомский отзывался о Панаевском театре как о «самой безобразной громаде».
Николай Россовский в газетной статье вспоминал, что ещё после возведения театра архитекторы утверждали, будто Панаев, испытывая материальные затруднения, выстроил театр из мусора: «Стены были только облицованы кирпичом, а в середине была утрамбована известка вместе со всякой дрянью».